# イシギリ経
『イシギリ経』（イシギリきょう、巴: Isigili-sutta, イシギリ・スッタ）とは、パーリ仏典経蔵中部に収録されている第116経。『仙呑経』（せんどんきょう）、『仙人窟経』（せんにんくつきょう）とも。
釈迦が、比丘たちにイシギリ山（仙呑山）の逸話について説いていく。

## 構成

### 登場人物
- 釈迦

### 場面設定
ある時、釈迦はラージャガハ（王舎城）のイシギリ山（仙呑山）に滞在していた。
釈迦は比丘たちに、この山が、他の周囲の山と異なり、イシギリ山（仙呑山）と呼ばれていること、そしてその名の由来が、古くからこの山が500人にものぼる多くの独覚・聖仙（リシ）達を呑み込んできたことにあると述べる。
そして釈迦は、その聖仙（リシ）達の名前を列挙しつつ、彼らを礼拝するよう説く。

## 日本語訳
- 『南伝大蔵経・経蔵・中部経典4』（第11巻下） 大蔵出版
- 『パーリ仏典 中部（マッジマニカーヤ）後分五十経篇I』 片山一良訳 大蔵出版
- 『原始仏典 中部経典4』（第7巻） 中村元監修 春秋社